# Memories (ローラの曲)
「Memories」（メモリーズ）は、ローラの1枚目のシングル。DELICIOUS DELIから2012年07月11日に発売された。

## 概要
初回限定盤と通常盤の2形態で発売。初回限定盤5,000枚には、ポケモン描き下ろしジャケットとメタルチャームが特典として封入された。

## 収録曲
1. Memories
  - Written by Rola, Jeff Miyahara, Kanata Okajima, Martin Ankelius, Magnus Kaxe[4]
  - Produced by Jeff Miyahara
  - 『劇場版ポケットモンスター ベストウイッシュ キュレムVS聖剣士 ケルディオ』主題歌
2. Memories（Instrumental）

## プロモーション活動

### テレビ出演
- HEY!HEY!HEY! MUSIC CHAMP（2012年7月9日放送、フジテレビ）テレビ初披露
- ミュージックステーション（2012年7月13日放送、テレビ朝日）
- MUSIC JAPAN（2012年9月23日放送、NHK総合）